# Wolica (Lubartów)
Pour les articles homonymes, voir Wolica.
Wolica (prononciation : [vɔˈlit͡sa]) est un village polonais de la gmina d'Abramów dans le powiat de Lubartów de la voïvodie de Lublin dans l'est de la Pologne.
Il se situe à environ 8 kilomètres à l'ouest de Abramów (siège de la gmina), 27 kilomètres à l'ouest de Lubartów (siège du powiat) et 35 kilomètres au nord-ouest de Lublin (capitale de la voïvodie).
Le village comptait approximativement une population de 610 habitants en 2010.

## Histoire
De 1975 à 1998, le village est attaché administrativement à l'ancienne Voïvodie de Lublin.

Depuis 1999, il fait partie de la nouvelle voïvodie de Lublin.